# Böhler-Uddeholm
Böhler-Uddeholm est une entreprise autrichienne, spécialisée dans la production d'outils en acier et de pièces forgées, ayant fait partie de l'indice ATX.

## Historique
Elle a été fondée par les frères Albert Böhler et Emil Böhler vers 1870 sous le nom de Gebrüder Böhler & Co.